# Boris-Jelzin-Denkmal

Gedenktafel für Boris Jelzin

Das Boris-Jelzin-Denkmal ist eine Gedenktafel zu Ehren des russischen Präsidenten Boris Jelzin in der estnischen Hauptstadt Tallinn (deutsch Reval).

## Lage
Die Gedenktafel befindet sich am nördlichen Ende der Süsternstraße (estnisch Nunne tänav) am nordwestlichen Rand der Revaler Altstadt unterhalb des Dombergs.

## Geschichte
Die Initiative zur Schaffung des Denkmals begann am 1. Februar 2012 und wurde von einer von Meelis Kubits geführten Gruppe aus 39 Persönlichkeiten aus Gesellschaft und Wirtschaft initiiert. Anlass der Ehrung war ein Besuch Jelzins in Reval im Januar 1991, in dem er für die damals noch zur Sowjetunion gehörende Russische Republik die Souveränität der baltischen Staaten Estland, Lettland und Litauen anerkannte.
Die Enthüllung der Gedenktafel erfolgte am 22. August 2013 durch den Präsidenten des estnischen Parlaments (Riigikogu), Ene Ergma. Neben Jelzins Witwe Naina Jelzina waren auch der estnische Minister für Bildung und Wissenschaft Jaak Aaviksoo, der Revaler Bürgermeister Edgar Savisaar, der ehemalige estnische Staatspräsident Arnold Rüütel sowie das ehemalige Staatsoberhaupt von Belarus Stanislau Schuschkewitsch zugegen.

## Gestaltung
Die Gedenktafel zeigt in der Mitte eine als Basrelief ausgeführte Büste Boris Jelzins. Links, rechts und unterhalb des Porträts befinden sich drei inhaltsgleiche Texte in englischer, russischer und estnischer Sprache.
Der Text lautet in der englischsprachigen Version:
 

In memory of

Russia’s first president,

Boris Yeltsin, to honour

his role in the peaceful

restoration of Estonia’s

independence in 1990–1991

The bas-relief was

funded by donations from

the people of Estonia and

inaugurated in August, 2013.
(deutsch: In Gedenken an Russlands ersten Präsidenten, Boris Jelzin, zu Ehren seiner Rolle bei der friedlichen Wiederherstellung der Unabhängigkeit Estlands in den Jahren 1990-1991. Das Basrelief wurde aus Spenden der estnischen Bevölkerung finanziert und im August 2013 eingeweiht.)
Unterhalb des estnischen Textes befindet sich die Inschrift: © 2013 Ernst Neizvestny, Rene Reinumäe, Viljar Lohu.